# آلي فولر
آلي فولر (بالإنجليزية: Ally Fowler)‏ هي مغنية أسترالية، ولدت في 6 ديسمبر 1961 في أديلايد في أستراليا.

## وصلات خارجية
- آلي فولر على موقع IMDb (الإنجليزية)
- آلي فولر على موقع قاعدة بيانات الفيلم (الإنجليزية)